# Петерсон, Михаил Николаевич
Михаи́л Никола́евич Петерсо́н (22 сентября [4 октября] 1885, Керенск, Пензенская губерния — 22 ноября 1962, Москва) — русский и советский лингвист. Специалист в области индоевропеистики, литовского, армянского, французского языков, синтаксиса и методики преподавания русского языка. Один из представителей московской фортунатовской школы. Доктор филологических наук, профессор.

## Биография
Отец — Николай Павлович Петерсон (1844—1919), в юности школьный учитель в Ясной Поляне, лично знавший Л. Н. Толстого и Ф. М. Достоевского, поклонник философа Н. Ф. Фёдорова и издатель его трудов; мать из семьи Огарёвых.
Учился в гимназиях в Ашхабаде и в Верном, где работал судьёй его отец. В 1912 году окончил вместе с Н. С. Трубецким отделение сравнительного языковедения историко-филологического факультета Московского университета: специализировался по сравнительному языкознанию и индоевропеистике под руководством В. К. Поржезинского. Был оставлен при кафедре сравнительно-исторического языкознания и санскрита. Преподавал в МГУ и других вузах Москвы сравнительную грамматику индоевропейских языков, санскрит, литовский язык, русский синтаксис и др.; доцент (с 1916), профессор (с 1925). Секретарь Московского лингвистического общества (1918—1923). Входил в различные комиссии Наркомпроса и ГУСа по преподаванию языков в школах. В преподавании языков он применял своеобразную методику: обучение начинал не с упражнений, а прямо с чтения и анализа неадаптированного текста. На первых же занятиях Петерсон проводил всесторонний анализ одного-двух слов, одной фразы. Постепенно темп ускорялся, объём языковой информации увеличивался, и вскоре студенты уже могли самостоятельно анализировать сложнейшие тексты.
В 1925 и 1931 годах выезжал в заграничные командировки.
С конца 1920-х годов подвергался проработкам за неприятие марризма, в печати был назван «представителем псевдонауки». После вывода филологических кафедр из МГУ в 1931 году работал в МГПИ им. В. П. Потёмкина, в НИИ начальной школы, с 1938 года в МИФЛИ. С созданием филологического факультета МГУ в 1941 году читал там курсы введения в языкознание, греческого и литовского языков, санскрита.
С середины 1940-х годов работал также в Институте русского языка АН СССР. В конце 1940-х годов, в связи с идеологической кампанией последователей марризма, был вынужден оставить преподавание и практически не печатался. Вернулся к преподаванию на филологическом факультете МГУ после 1950 года, сумев — несмотря на продолжавшуюся критику сторонников «официальной» науки — передать студентам наследие фортунатовской школы и высокие профессиональные и этические стандарты (среди его учеников этого времени были Т. В. Булыгина, Т. Я. Елизаренкова, Вяч. Вс. Иванов, В. А. Кочергина, В. Н. Топоров и др.); под его редакцией вышли также избранные работы Ф. Ф. Фортунатова (1956).
В конце 1952 года тяжело заболел и оставил преподавание.
Умер в 1962 году. Похоронен на Ваганьковском кладбище.

## Вклад в науку
Помимо многообразной преподавательской деятельности, Петерсон внёс вклад в изучение литовского языка и теории грамматики. Его наиболее значительной работой считается очерк русского синтаксиса, в которой он предпринял попытку приложения грамматической теории Фортунатова к явлениям синтаксического уровня; при изучении синтаксиса один из первых начал использовать статистические методы. Однако количественные соотношения разных явлений и единиц языка интересовали учёного не сами по себе, а как средство, с помощью которого можно отделить живые, развивающиеся элементы языка от элементов старых, мёртвых, сохраняющихся в языке как остаток прежних периодов. Он прививал своим ученикам строгое разграничение синхронии и диахронии.
Петерсон известен также как методист, автор работ о преподавании французского и русского языков, о принципах русской орфографии и других проблемах. Написал орфографический словарь, в котором более 50 000 слов.

## Основные работы
- Очерк синтаксиса русского языка. М.; Пг., 1923;
- Русский язык. Пособие для преподавателей. М.; Л., 1925;
- Лекции по современному русскому литературному языку. Пособие для студентов педагогических институтов. М., 1941;
- Современный французский язык. М., 1947 (в соавт. с К. А. Ганшиной);
- Введение в языкознание. М., 1952;
- Система русского правописания. М., 1955;
- Очерк литовского языка. М., 1955.